# Элисики
Элисики (греч. Ἐλισύκοι -ων, лат. Elesyces) — небольшая народность, засвидетельствованная в античный период на территории Нарбонна. Возникла в результате слияния иберов, пришедших с запада, с автохтонным населением (по всей вероятности, лигурами).

## Территория
Территория элисиков занимала низины рек Аттагус/Аттакс (ныне Од), Геледус/Ледус (ныне Ле, Lez) и Оробус/Орбис (ныне Орб) в современных французских департаментах Од и Эро.
На территории, где проживали элисики, археологами обнаружены укреплённые оппидумы: Ансерюн (fr:Ensérune), Пеш-Мао (fr:Pech Maho, близ г. Сижан), Бассанель (Олонзак, fr:Olonzac), Мельяк, fr:Oppidum de la Moulinasse (Саль-д’Од), Мулен (Пейрьяк-де-Мер), Сессеро (Сен-Тибери, fr:Saint-Thibéry), Монедьер (Бессан, fr:Bessan) и Монлоре (fr:Montlaurès).

## Контакты
Элисики, по-видимому, поддерживали контакты с торговыми народами Средиземноморья (финикийцы, греки), которым они поставляли продукты питания и горные ресурсы, происходившие с их территории или из более удалённых регионов, связанных с ними торговыми путями (например, Пеш-Мао, fr:Pech Maho).

## Упоминания в античных источниках
В античных источниках элисики упоминаются всего три раза. Наиболее раннее их упоминание приводит Гекатей Милетский в «Землеописании» (исчезнувший труд конца VI — начала V вв., некоторые фрагменты которого были включены в «Описание народов» Стефана Византийского), рассматривает элисиков как народ лигурского происхождения.
Позднее элисиков упоминает «отец истории» Геродот, который отмечает, что элисики, как наёмники из Галлии, служили в карфагенской армии в 480 году до н. э., во время осады Гимеры на Сицилии:
В Сикелии есть еще другое предание, именно, будто Гелон все же согласился бы помочь эллинам (даже под начальством лакедемонян), если бы как раз в то самое время против него не выступил Терилл, сын Криниппа, тиран Гимеры, изгнанный из Гимеры властителем акрагантинцев Фероном, сыном Энесидема. Войско Терилла насчитывало 300 000 финикиян, ливийцев, иберов, лигиев (лигуров), элисиков, сардонов (сардов) и жителей Кирна (корсов). Предводительствовал войском Амилка, сын Аннона, царь карфагенян. Терилл был гостеприимцем Амилки и поэтому склонил его к походу. Главным зачинщиком похода был, однако, Анаксилай, тиран Регия. Он‑то отдал в заложники Амилке своих детей и привел в Сикелию карфагенян на помощь своему тестю (дочь Терилла по имени Кидиппа была супругой Анаксилая). Оттого‑то Гелон и не мог помочь эллинам и отослал свои сокровища в Дельфы.
В IV в. до н. э. Авиен в своём «Описании морского побережья», повторяя «Землеописание» Гекатея, пишет:
Когда-то народ элисики занимали эти места, а город Наро был важной и могущественной столицей их воинственного народа. В тех местах река Аттакс впадает в море. Рядом располагается болотистая местность Элисий. Далее, согласно старинному преданию, располагалась Безара (Безье). В настоящее время реки Геледус (Ле) и Оробус (Орб) протекают через опустошённые поля и кучи руин, свидетельства былого процветания.

## Название
По всей видимости, название элисиков связано с болотистой местностью Элисий (совр. фр. Hélicé, низина департамента Од, étang de fr:Capestang), занимавшая значительную часть в центре их территории. На написание их названия по-гречески, возможно, повлияла ложная этимология, когда греки связали их название с Елисейскими полями (греч. Ἠλύσιος) — местом, куда после смерти попадали греческие герои.

## Исчезновение
Регион, где обитали элисики, в середине или конце III в. до н. э. заняли вольки, народ кельтского происхождения. Элисики, по-видимому, были ими ассимилированы, как и позднее лигуры.